# Stellan Nilsson
Stellan Nilsson (né le 22 mai 1922 à Lund et mort le 27 mai 2003) est un footballeur suédois.